# Glacier de Kolka
Le glacier de Kolka  (en ossète : Хъолхъа) est un glacier d'Ossétie du Nord, en Russie, près du mont Kazbek, connu pour ses surges glaciaires, dont la plus récente et historiquement la plus puissante a eu lieu le 20 septembre 2002, entraînant la mort d'au moins 125 personnes dont l'acteur Sergueï Bodrov,,.

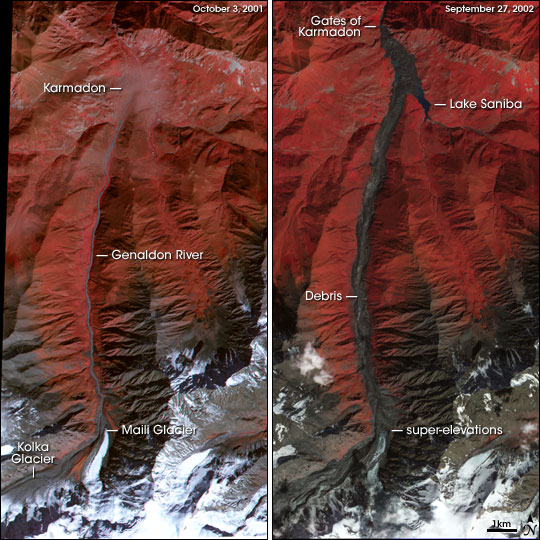
Photos satellites prises avant et après la catastrophe